# Premis Oscar de 2014
Els Premis Oscar de 2014 (en anglès: 87th Academy Awards), organitzat per l'Acadèmia de les Arts i les Ciències Cinematogràfiques, guardonà els millors films del 2014. Tingué lloc el 22 de febrer de 2015 al Dolby Theatre de Hollywood, California.
La cerimònia fou presentada, per primera vegada, per l'actor Neil Patrick Harris i emesa pel canal ABC.

## Curiositats
Les pel·lícules més nominades de la nit foren Birdman d'Alejandro González Iñárritu i The Grand Budapest Hotel de Wes Anderson amb nou nominacions. Ambdues aconseguiren quatre premis, si bé la primera d'elles fou la gran guanyadora de la nit a l'aconseguir els premis de millor pel·lícula, direcció, guió original i fotografia, mentre que la segona aconseguí els premis de millor banda sonora, direcció artística, vestuari i maquillatge.
Alejandro González Iñarritu es convertí en el segon director mexicà en aconseguir el premi a millor direcció, ja que just en l'edició anterior Alfonso Cuarón aconseguí el premi per Gravity. Als 84 anys, Robert Duvall es convertí en l'intèrpret de més edat en aconseguir una nominació. El director de fotografia Emmanuel Lubezki es convertí en el quart fotògraf en aconseguir dos premis de forma consecutiva, en aquesta edició per Birdman i l'any anterior per Gravity.

## Premis
A continuació es mostren les pel·lícules que varen guanyar i que estigueren nominades a l'Oscar l'any 2014:
| Millor pel·lícula | Millor director |
| --- | --- |
| - Birdman (Alejandro González Iñárritu, John Lesher i James W. Skotchdopole per a Fox Searchlight, New Regency Pictures i Worldview Entertainment) - American Sniper (Clint Eastwood, Robert Lorenz, Andrew Lazar, Bradley Cooper i Peter Morgan per a Warner Bros., Village Roadshow Pictures, Mad Chance Productions, 22nd i Indiana Pictures, Malpaso) - Boyhood (Richard Linklater i Cathleen Sutherland per a IFC i Detour Filmproduction) - The Grand Budapest Hotel (Wes Anderson, Scott Rudin, Steven Rales i Jeremy Dawson per a Fox Searchlight, American Empirical Pictures, Indian Paintbrush i Babelsberg Studio) - The Imitation Game (Nora Grossman, Ido Ostrowsky i Teddy Schwarzman per a The Weinstein Co., Black Bear Pictures i Bristol Automotive) - Selma (Christian Colson, Oprah Winfrey, Dede Gardner i Jeremy Kleiner per a Paramount, Pathé, Cloud Eight Films, Plan B Entertainment i Harpo Films) - The Theory of Everything (Tim Bevan, Eric Fellner, Lisa Bruce i Anthony McCarten per a Focus Features i Working Title) - Whiplash (Jason Blum, Helen Estabrook i David Lancaster per a Sony Pictures Classics, Bold Films, Blumhouse Productions i Right of Way Films) | - Alejandro González Iñárritu per Birdman or (The Unexpected Virtue of Ignorance) - Wes Anderson per The Grand Budapest Hotel - Richard Linklater per Boyhood - Bennett Miller per Foxcatcher - Morten Tyldum per The Imitation Game |
| Millor actor | Millor actriu |
| - Eddie Redmayne per The Theory of Everything com a Stephen Hawking - Steve Carell per Foxcatcher com a John Eleuthère du Pont - Bradley Cooper per American Sniper com a Chris Kyle - Benedict Cumberbatch per The Imitation Game com a Alan Turing - Michael Keaton per Birdman com a Riggan Thomson / Birdman | - Julianne Moore per Still Alice com a Dr. Alice Howland - Marion Cotillard per Dos dies, una nit com a Sandra Bya - Felicity Jones per The Theory of Everything com a Jane Wilde Hawking - Rosamund Pike per Gone Girl com a Amy Elliott-Dunne - Reese Witherspoon per Wild com a Cheryl Strayed |
| Millor actor secundari | Millor actriu secundària |
| - J. K. Simmons per Whiplash com a Terence Fletcher - Robert Duvall per The Judge com a Judge Joseph Palmer - Ethan Hawke per Boyhood com a Mason Evans, Sr. - Edward Norton per Birdman com a Mike Shiner - Mark Ruffalo per Foxcatcher com a Dave Schultz | - Patricia Arquette per Boyhood com a Olivia Evans - Laura Dern per Wild com a Barbara "Bobbi" Grey - Keira Knightley per The Imitation Game com a Joan Clarke - Emma Stone per Birdman com a Sam Thomson - Meryl Streep per Into the Woods com a The Witch |
| Millor guió original | Millor guió adaptat |
| - Alejandro González Iñárritu, Nicolás Giacobone, Alexander Dinelaris, Jr. i Armando Bó, Jr. per Birdman - Richard Linklater per Boyhood - E. Max Frye i Dan Futterman per Foxcatcher - Wes Anderson i Hugo Guinness per The Grand Budapest Hotel - Dan Gilroy per Nightcrawler | - Graham Moore per The Imitation Game (sobre hist. d'Andrew Hodges) - Jason Hall per American Sniper (sobre hist. de Chris Kyle, Scott McEwen i Jim DeFelice) - Paul Thomas Anderson per Inherent Vice (sobre hist. de Thomas Pynchon) - Anthony McCarten per The Theory of Everything (sobre hist. de Jane Wilde Hawking) - Damien Chazelle per Whiplash (sobre guió cinematogràfic propi)                       |
| Millor pel·lícula de parla no anglesa | Millor pel·lícula d'animació |
| - Ida de Paweł Pawlikowski (Polònia) - Leviatan d'Andrei Zviagintsev (Rússia) - Tangerines de Zaza Urushadze (Estònia) - Timbuktu d'Abderrahmane Sissako (Mauritània) - Relatos salvajes de Damián Szifrón (Argentina) | - Big Hero 6 de Don Hall i Chris Williams (direcció); Roy Conli (producció) - The Boxtrolls d'Anthony Stacchi i Graham Annable (direcció); Travis Knight (producció) - How to Train Your Dragon 2 de Dean DeBlois (direcció); Bonnie Arnold (producció) - Song of the Sea de Tomm Moore (direcció); Paul Young (producció) - Kaguya-hime no Monogatari d'Isao Takahata (direcció); Yoshiaki Nishimura (producció) |
| Millor banda sonora | Millor cançó original |
| - Alexandre Desplat per The Grand Budapest Hotel - Alexandre Desplat per The Imitation Game - Hans Zimmer per Interstellar - Gary Yershon per Mr. Turner - Jóhann Jóhannsson per The Theory of Everything | - John Legend i Common (música i lletra) per Selma ("Glory") - Shawn Patterson (música i lletra) per The Lego Movie ("Everything Is Awesome") - Diane Warren (música i lletra) per Beyond the Lights ("Grateful") - Glen Campbell i Julian Raymond (música i lletra) Glen Campbell: I'll Be Me ("I'm Not Gonna Miss You") - Gregg Alexander i Danielle Brisebois (música i lletra) Begin Again ("Lost Stars")     |
| Millor fotografia | Millor maquillatge |
| - Emmanuel Lubezki per Birdman - Robert Yeoman per The Grand Budapest Hotel - Łukasz Żal i Ryszard Lenczewski per Ida - Dick Pope per Mr. Turner - Roger Deakins per Unbroken | - Frances Hannon i Mark Coulier per The Grand Budapest Hotel - Bill Corso i Dennis Liddiard per Foxcatcher - Elizabeth Yianni-Georgiou i David White per Guardians of the Galaxy |
| Millor direcció artística | Millor vestuari |
| - Adam Stockhausen; Anna Pinnock per The Grand Budapest Hotel - Maria Djurkovic; Tatiana Macdonald per The Imitation Game - Nathan Crowley; Gary Fettis per Interstellar - Dennis Gassner; Anna Pinnock per Into the Woods - Suzie Davies; Charlotte Watts per Mr. Turner | - Milena Canonero per The Grand Budapest Hotel - Mark Bridges per Inherent Vice - Colleen Atwood per Into the Woods - Anna B. Sheppard per Maleficent - Jacqueline Durran per Mr. Turner |
| Millor muntatge | Millor so |
| - Tom Cross per Whiplash - Joel Cox i Gary D. Roach per American Sniper - Sandra Adair per Boyhood - Barney Pilling per The Grand Budapest Hotel - William Goldenberg per The Imitation Game | - Craig Mann, Ben Wilkins i Thomas Curley per Whiplash - John T. Reitz, Gregg Rudloff i Walt Martin per American Sniper - Jon Taylor, Frank A. Montaño i Thomas Varga per Birdman - Gary A. Rizzo, Gregg Landaker i Mark Weingarten per Interstellar - Jon Taylor, Frank A. Montaño i David Lee per Unbroken |
| Millors efectes visuals | Millor edició de so |
| - Paul Franklin, Andrew Lockley, Ian Hunter i Scott R. Fisher per Interstellar - Dan DeLeeuw, Russell Earl, Bryan Grill i Dan Sudick per Captain America: The Winter Soldier - Joe Letteri, Dan Lemmon, Daniel Barrett i Erik Winquist per Dawn of the Planet of the Apes - Stephane Ceretti, Nicolas Aithadi, Jonathan Fawkner i Paul Corbould per Guardians of the Galaxy - Richard Stammers, Lou Pecora, Tim Crosbie i Cameron Waldbauer per X-Men: Days of Future Past | - Alan Robert Murray i Bub Asman per American Sniper - Martin Hernández i Aaron Glascock per Birdman - Brent Burge i Jason Canovas per The Hobbit: The Battle of the Five Armies - Richard King per Interstellar - Becky Sullivan i Andrew DeCristofaro per Unbroken |
| Millor documental | Millor documental curt |
| - Citizenfour de Laura Poitras, Mathilde Bonnefoy i Dirk Wilutsky - Finding Vivian Maier de John Maloof i Charlie Siskel - Last Days in Vietnam de Rory Kennedy i Keven McAlester - La sal de la terra de Wim Wenders, Lélia Wanick Salgado i David Rosier - Virunga d'Orlando von Einsiedel i Joanna Natasegara | - Crisis Hotline: Veterans Press 1 d'Ellen Goosenberg Kent i Dana Perry - Joanna d'Aneta Kopacz - Our Curse de Tomasz Śliwiński i Maciej Ślesicki - La parka de Gabriel Serra Arguello - White Earth de J. Christian Jensen |
| Millor curtmetratge | Millor curt d'animació |
| - The Phone Call de Mat Kirkby i James Lucas - Aya d'Oded Binnun i Mihal Brezis - Boogaloo i Graham de Michael Lennox i Ronan Blaney - Butter Lamp de Hu Wei i Julien Féret - Parvaneh de Talkhon Hamzavi i Stefan Eichenberger | - Feast de Patrick Osborne i Kristina Reed - The Bigger Picture de Daisy Jacobs i Christopher Hees - The Dam Keeper de Robert Kondo i Daisuke Tsutsumi - Me i My Moulton de Torill Kove - A Single Life de Joris Oprins |

## Oscar honorífic

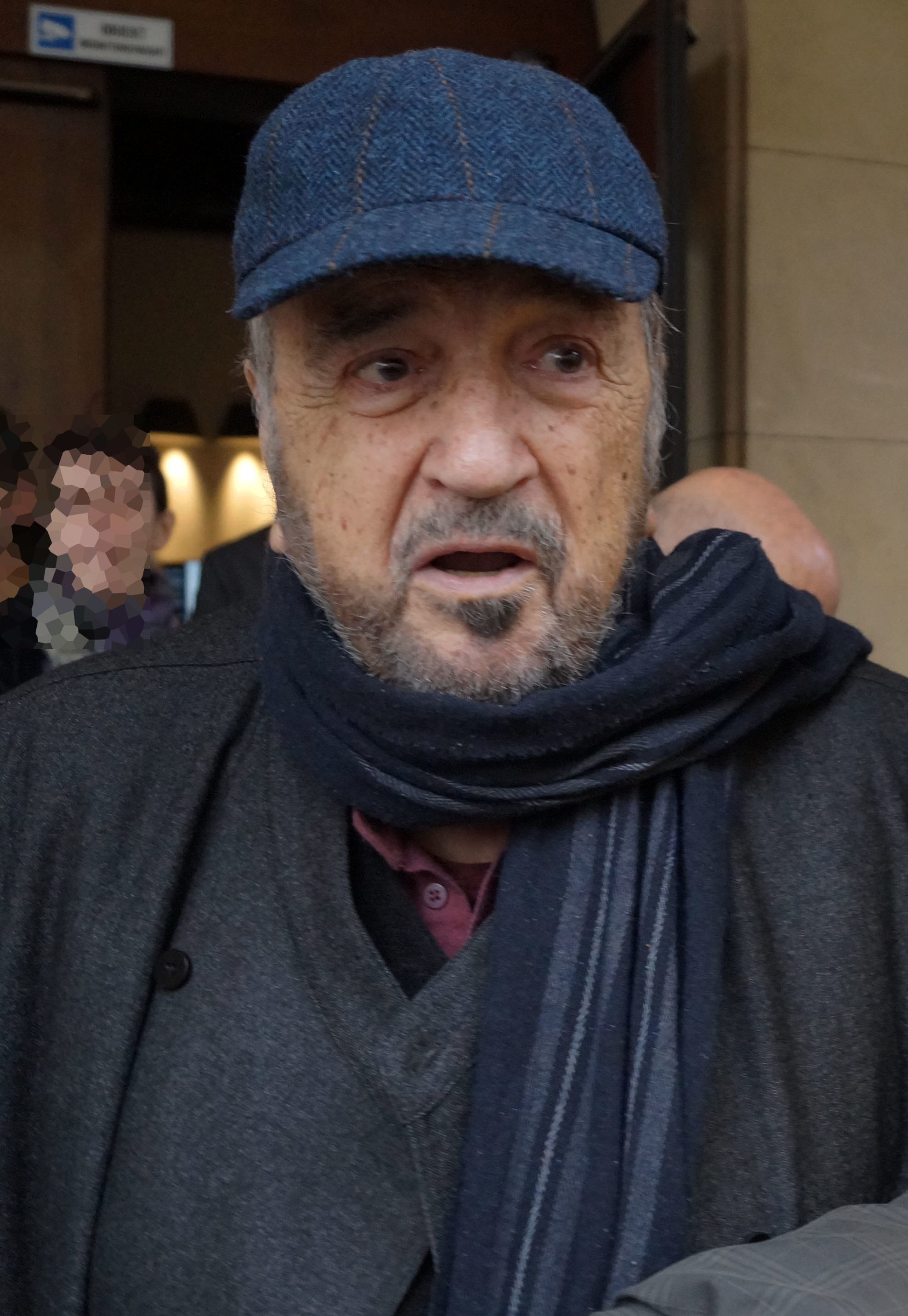
Carrière l'any 2016.

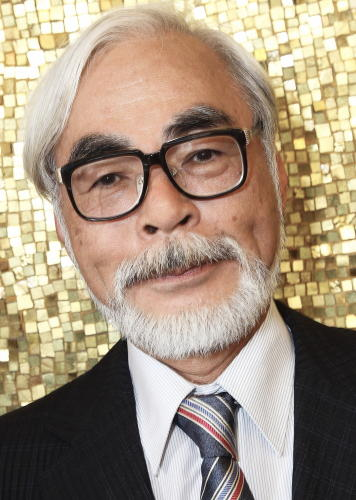
Miyazaki l'any 2008.

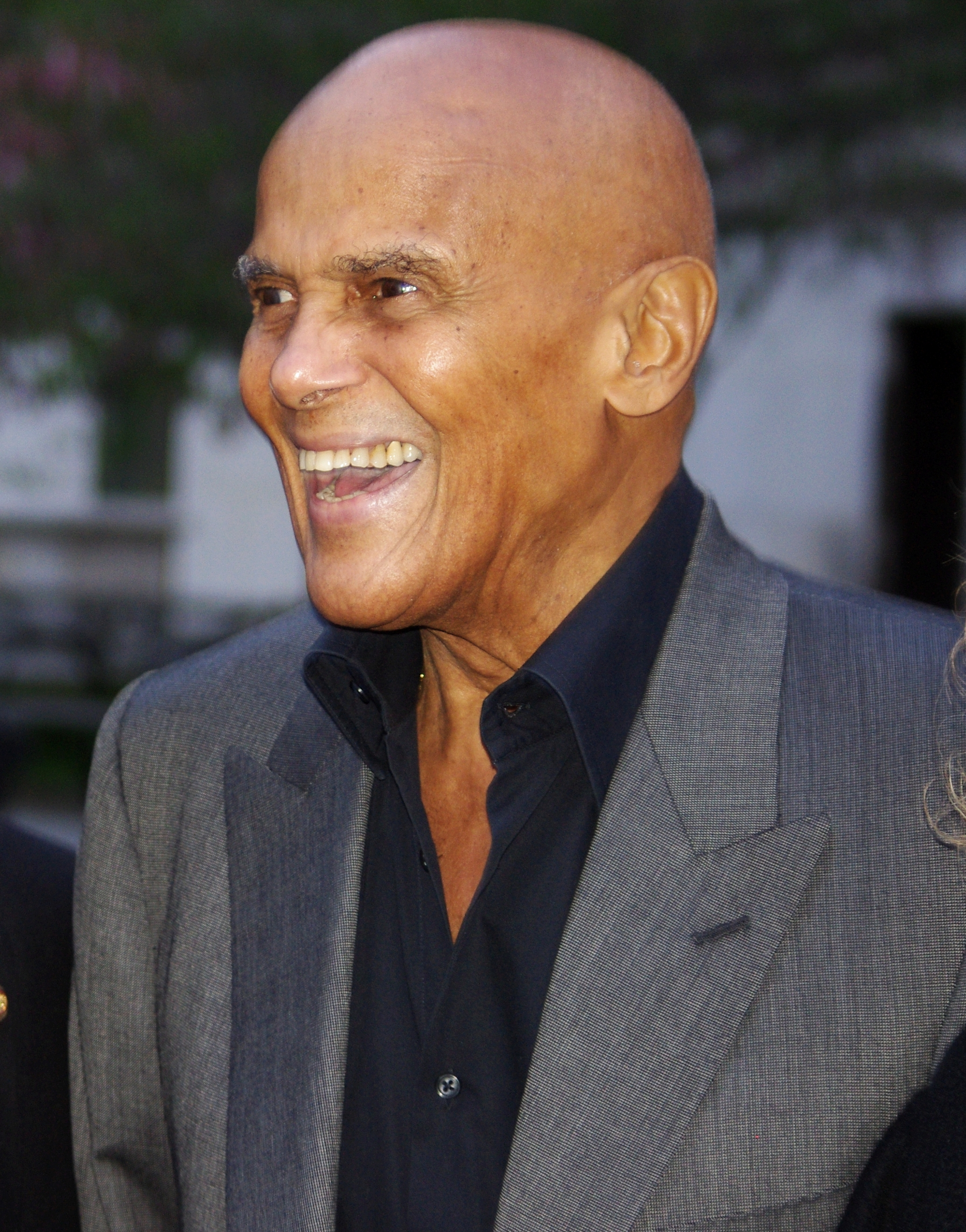
Belafonte el 2011.

- Jean-Claude Carrière - pel seus guions gràfics que eleven l'art del guió al nivell de la literatura. [estatueta]
- Hayao Miyazaki  - un narrador magistral que amb el seu art sobre l'animació ha inspirat cineastes i audiències de tot el món. [estatueta]
- Maureen O'Hara - una de les estrelles més brillants de Hollywood, amb actuacions inspiradores que brillaven amb passió, calidesa i força. [estatueta]

## Premi humanitari Jean Hersholt
- Harry Belafonte

## Presentadors
| Nom                                    | |
| -------------------------------------- | --- |
| Cedering Fox                           | Anunciador dels premis |
| Lupita Nyong'o                         | Millor actor secundari |
| Liam Neeson                            | Presentació de les pel·lícules nominades The Grand Budapest Hotel i American Sniper                                                                             |
| Dakota Johnson                         | Introducció a la interpretació de la cançó nominada "Lost Stars"                                                                                                |
| Jennifer Lopez Chris Pine              | Millor vestuari |
| Reese Witherspoon                      | Millor maquillatge i perruqueria |
| Channing Tatum                         | Introducció als sis guanyadors del concurs "Team Oscar contest"                                                                                                 |
| Chiwetel Ejiofor Nicole Kidman         | Millor pel·lícula de parla no anglesa |
| Shirley MacLaine                       | Presentació de les pel·lícules nominades Boyhood, The Theory of Everything i Birdman                                                                            |
| Marion Cotillard                       | Introducció a la interpretació de la cançó nominada "Everything is Awesome"                                                                                     |
| Jason Bateman Kerry Washington         | Millor curtmetratge i millor curtmetratge documental |
| Viola Davis                            | Introducció als Premis Honorífics i Premi Humanitari Jean Hersholt                                                                                              |
| Gwyneth Paltrow                        | Introducció a la interpretació de la cançó nominada "I'm Not Gonna Miss You"                                                                                    |
| Margot Robbie Miles Teller             | Premis Tècnics i Científics i Premi Gordon E. Sawyer |
| Chris Evans Sienna Miller              | Millor so i millor efectes de so |
| Jared Leto                             | Millor actriu secundària |
| Josh Hutcherson                        | Introducció a la interpretació de la cançó nominada "Grateful"                                                                                                  |
| Ansel Elgort Chloë Grace Moretz        | Millors efectes visuals |
| Kevin Hart Anna Kendrick               | Millor curtmetratge d'animació |
| Dwayne Johnson Zoe Saldana             | Millor pel·lícula d'animació |
| Cheryl Boone Isaacs (presidenta AMPAS) | Presentació sobre la creativitat en el cinema |
| Chris Pratt Felicity Jones             | Millor direcció artística |
| Jessica Chastain Idris Elba            | Millor fotografia |
| Meryl Streep                           | Presentació del tribut "In Memoriam" |
| Benedict Cumberbatch Naomi Watts       | Millor muntatge |
| Terrence Howard                        | Presentació de les pel·lícules nominades Whiplash, The Imitation Game i Selma                                                                                   |
| Jennifer Aniston David Oyelowo         | Millor documental |
| Octavia Spencer                        | Introducció a la interpretació de la cançó nominada "Glory" |
| Idina Menzel John Travolta             | Millor cançó original |
| Scarlett Johansson                     | Introducció al 50è aniversari de Somriures i llàgrimes amb la interpretació de "The Sound of Music", "My Favorite Things", "Edelweiss" i "Climb Ev'ry Mountain" |
| Julie Andrews                          | Millor banda sonora |
| Eddie Murphy                           | Millor guió original |
| Oprah Winfrey                          | millor guió adaptat |
| Ben Affleck                            | Millor direcció |
| Cate Blanchett                         | Millor actor |
| Matthew McConaughey                    | Millor actriu |
| Sean Penn                              | Millor pel·lícula |

### Actuacions
| Nom                                                                           | Paper                        | Peça                                                                             |
| ----------------------------------------------------------------------------- | ---------------------------- | -------------------------------------------------------------------------------- |
| Stephen Oremus                                                                | Arranjador musical Conductor | Orquestra                                                                        |
| Neil Patrick Harris, Anna Kendrick i Jack Black                               | Performers                   | Segment inicial "Moving Pictures"                                                |
| Maroon 5                                                                      | Intèrprets                   | "Lost Stars" de Begin Again                                                      |
| Tegan and Sara, The Lonely Island, Will Arnett, ?uestlove i Mark Mothersbaugh | Intèrprets                   | "Everything Is Awesome" de The Lego Movie                                        |
| Tim McGraw                                                                    | Intèrpret                    | "I'm Not Gonna Miss You" de Glen Campbell: I'll Be Me                            |
| Rita Ora                                                                      | Performer                    | "Grateful" de Beyond the Lights                                                  |
| Jennifer Hudson                                                               | Performer                    | "I Can't Let Go" durant el segment In Memoriam                                   |
| Common i John Legend                                                          | Intèrprets                   | "Glory" de Selma                                                                 |
| Lady Gaga                                                                     | Intèrpret                    | "The Sound of Music", "My Favorite Things", "Edelweiss" i "Climb Ev'ry Mountain" |

## Múltiples nominacions i premis
| Nominacions | Pel·lícula               |
| ----------- | ------------------------ |
| 9           | Birdman                  |
| 9           | The Grand Budapest Hotel |
| 8           | The Imitation Game       |
| 6           | American Sniper          |
| 6           | Boyhood                  |
| 5           | Foxcatcher               |
| 5           | Interstellar             |
| 5           | The Theory of Everything |
| 5           | Whiplash                 |
| 4           | Mr. Turner               |
| 3           | Into the Woods           |
| 3           | Unbroken                 |
| 2           | Guardians of the Galaxy  |
| 2           | Ida                      |
| 2           | Inherent Vice            |
| 2           | Selma                    |
| 2           | Wild                     |

| Premis | Pel·lícula               |
| ------ | ------------------------ |
| 4      | Birdman                  |
| 4      | The Grand Budapest Hotel |
| 3      | Whiplash                 |